# Petrol Ofisi
Petrol Ofisi A.Ş. é uma empresa petrolífera de distribuição de produtos de combustível e lubrificantes da Turquia. Originalmente uma empresa estatal, foi privatizada em 2000 pelo governo da Turquia e desde 2017 passou a ser propriedade da Vitol Group, conglomerado holandês do mercado de petróleo e hidrocarbonetos.
A empresa detinha mais de 1700 postos de combustível em 2020 na Turquia.

## Histórico

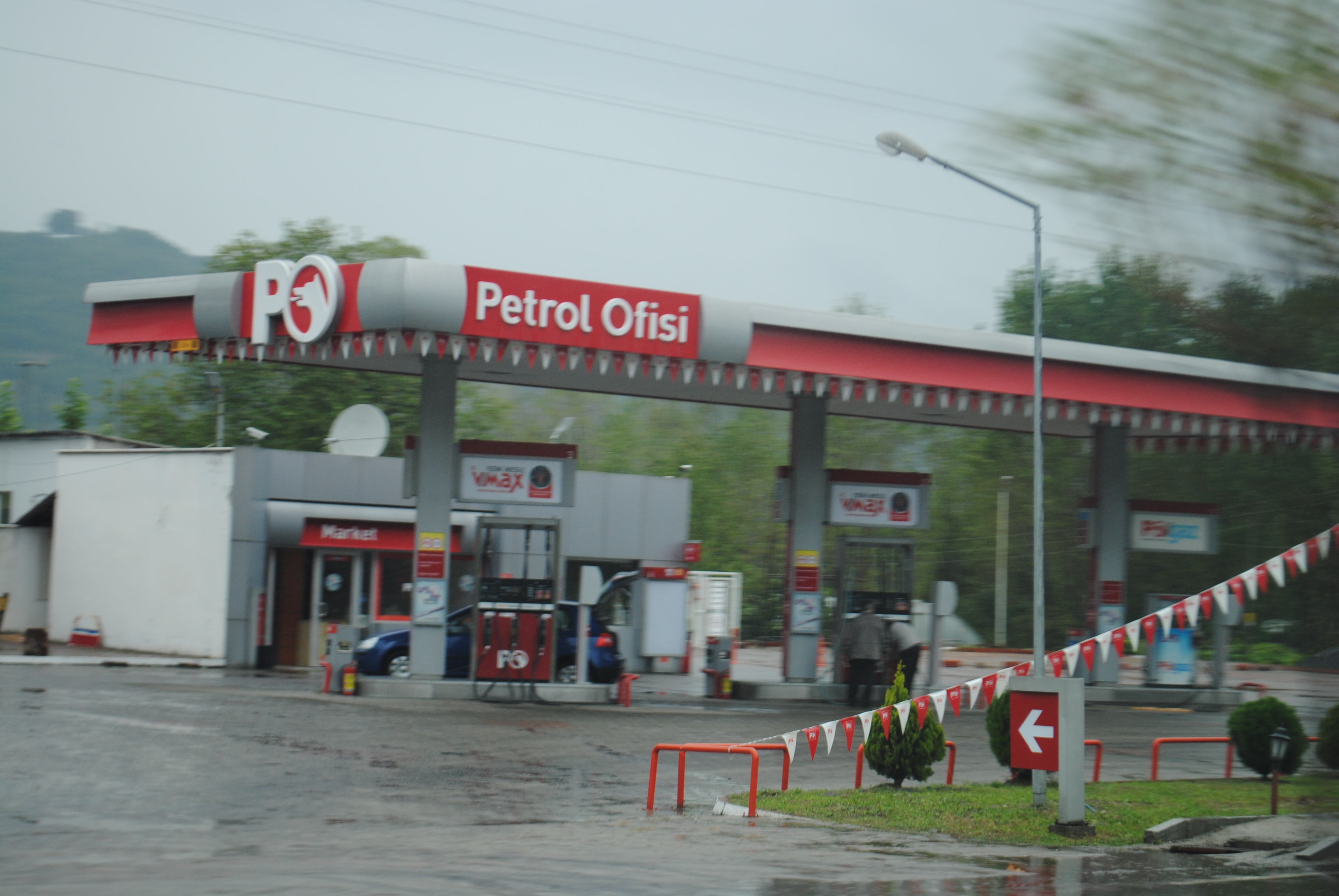
Posto de combustível da Petrol Ofisi

Foi oficialmente fundada em 18 de fevereiro de 1941 como uma empresa estatal de propriedade do governo da Turquia para importar, estocar, refinar e distribuir produtos petrolíferos no país. Tornou-se uma sociedade anônima em 1983.
Em 24 de julho de 2000, a empresa foi privatizada e, inicialmente, 51% das ações foram adquiridas pela Doğan Holding. Em 13 de março de 2006, no entanto, a petroleira austríaca OMV comprou 34% da participação por US$ 1.054 bilhão. Após esta bolsa de valores, a participação do Grupo Doğan diminuiu de 86,7% para 52,7%. 
Em 22 de outubro de 2010, a OMV anunciou que compraria 54,17% das ações da Doğan Holding pelo valor de € 1 bilhão, fixando sua participação total na empresa em 95,75%. A transação permaneceu sujeita à aprovação das autoridades relevantes até 22 de dezembro desse mesmo ano, quando foi concluída.